# Bloodstroke
Bloodstroke est un jeu vidéo d'action développé par Chimera Entertainment et édité par Chillingo, sorti en 2014 sur iOS et Android.
Le jeu a été supervisé par le réalisateur John Woo.

## Système de jeu
Le joueur incarne une femme, l'agent Lotus, en vue de dessus, et se livre à des combats au corps-à-corps et des gunfights. Le jeu est en noir et blanc avec des touches de rouge (veste de l'héroïne, sang, éléments d'interface).

## Accueil
- Pocket Gamer : 5/10[1]
- TouchArcade : 4/5[2]